# 傅贵武
傅贵武（20世纪？—），男，蒙古族，中华人民共和国官员。
1990年代至2000年代，曾任承德市人民政府市长、中共承德市委书记，第九届全国人大代表、第十届河北省人大常委会委员。